# Lista över lagstiftande församlingar efter namn
Detta är en lista över lagstiftande församlingar indelade efter egennamn.

## Förbundsinstitutioner
Förbundsförsamlingar, förbundsråd, etc.
- Schweiz: Förbundsförsamlingen
- Tyskland: Förbundsdagen (parlament)
- Tyskland: Tysklands förbundsråd (annan förbundsinstitution)
- Österrike: Förbundsrådet (Österrike) (överhus)

## Församlingar
- Nordkorea: Högsta folkförsamlingen
- Portugal: Assembleia da República
- Ryssland: Ryska federationens federala församling

## Kongresser
- Argentina: Congreso Nacional
- Kina: Nationella folkkongressen
- Spanien: Deputeradekongressen (underhus)
- USA: USA:s kongress

## Nationalförsamlingar
Nationalförsamling, nationalråd, etc.
- Kenya: Kenyas nationalförsamling
- Frankrike: Frankrikes nationalförsamling (underhus)
- Slovakien: Nationalrådet
- Vietnam: Vietnams nationalförsamling
- Österrike: Nationalrådet (underhus)

## Parlament
- Frankrike: Frankrikes parlament
- Italien: Italienska parlamentet
- Japan: Japans parlament
- Kanada: Kanadas parlament
- Polen: Polens parlament
- Österrike: Österrikes parlament

## Riksdagar
- Finland: Finlands riksdag
- Sverige: Sveriges riksdag

## Råd
- Rysslands federala råd (överhus)
- Ukraina: Verchovna Rada

## Senat
- Frankrike: Franska senaten (överhus)
- Italien: Italienska senaten (överhus)
- Irland: Seanad Éireann (överhus)
- Kanada: Kanadas senat
- Spanien: Spanska senaten (överhus)
- USA: USA:s senat (överhus)
- Polen: Polska senaten (överhus)

## Ting
- Island: Alltinget
- Danmark: Folketinget
- Norge: Stortinget
- Åland: Ålands lagting

## Andra egennamn
- Indien: Sansad
- Irland: Oireachtas
- Israel: Knesset
- Kroatien: Sabor
- Nederländerna: Generalstaterna
- Spanien: Cortes Generales
- Polen: Sejm (underhus)
- Ryssland: Statsduman (underhus)
- Italien: Deputeradekammaren (underhus)
- USA:s representanthus (underhus)